# Hilaria mutica
Hilaria mutica är en gräsart som först beskrevs av Samuel Botsford Buckley, och fick sitt nu gällande namn av George Bentham. Hilaria mutica ingår i släktet Hilaria och familjen gräs. Inga underarter finns listade i Catalogue of Life.